# نیومانستر (ویسکانسین)
نیومانستر (به انگلیسی: New Munster) یک منطقهٔ مسکونی در ایالات متحده آمریکا است که در ویسکانسین واقع شده‌است. نیومانستر ۲۴۲٫۰۱ متر بالاتر از سطح دریا واقع شده‌است.